# Katastrofa lotu American Airlines 2
Katastrofa lotu American Airlines 2 – wydarzyła się 10 lutego 1944. W jej wyniku Douglas DC-3-277A należący do linii American Airlines rozbił się w rzece Missisipi, zabijając wszystkie 24 osoby na pokładzie.

## Samolot
Maszyną obsługującą lot 2 był Douglas DC-3-277A (nr rej. NC21767) o numerze seryjnym 2166. Samolot został wyprodukowany w 1939 i wylatał 12446 godzin.

## Przebieg lotu
Samolot wykonywał rutynowy lot z Little Rock do Memphis. Na pokładzie znajdowało się 3 członków załogi i 21 pasażerów. Samolot rozbił się w rzece około 29 kilometrów od lotniska, nieopodal miasta Horseshoe Lake. W chwili wypadku nos maszyny był pochylony pod kątem 20 stopni. Do końca lotu załoga nie zgłaszała problemów. Zginęły wszystkie 24 osoby na pokładzie. 
Śledczym nie udało się ustalić dokładnej przyczyny wypadku. Planowano kontynuować śledztwo i wydać uzupełniony raport, ale niestety nigdy do tego nie doszło.